# Sofa (programma televisivo)
Sofa è un programma televisivo norvegese d'intrattenimento, tratto dall'omonimo programma di origine britannica di Channel 4 e trasmesso su NRK1.

## Format
Il programma presenta famiglie, gruppi di amici e colleghi, che riuniti sul divano della propria abitazione reagiscono ai programmi televisivi visti in quel momento.

## Edizioni
| Edizione | Inizio         | Fine | Puntate | Share   |
| -------- | -------------- | ---- | ------- | ------- |
| 1ª       | 8 ottobre 2014 | ?    | 5       | 345.000 |
| 2ª       | gennaio 2015   | ?    | 10      | 345.000 |
| 3ª       | 2015           | ?    | 8       | 363.000 |